# My Best Friend Is You
Pour les articles homonymes, voir My Best Fiend.
Albums de Kate Nash
Made of Bricks
(2007)
My Best Friend Is You est le second album studio de la musicienne anglaise Kate Nash, sorti en 2010.

## Liste des titres
1. Paris
2. Kiss That Grrrl
3. Don't You Want To Share The Guilt ?
4. I Just Love You More
5. Do-Wah-Doo
6. Take Me To A Higher Plane
7. I've Got A Secret
8. Mansion Song
9. Early Christmas Present
10. Later On
11. Pickpocket
12. You Were So Far Away
13. I Hate Seagulls / My Best Friend Is You